# When My Baby Smiles at Me
When My Baby Smiles at Me és una pel·lícula estatunidenca dirigida per Walter Lang, estrenada el 1948.

## Argument[1]
Skid (Dailey) i Bonnie (Grable), artistes de vodevil, estan casats i ambdós són estrelles d'un musical, "Big Time". El problema sorgeix quan Skid comença a tenir una severa addicció a l'alcohol.

## Repartiment
- Betty Grable: Bonny Kane
- Dan Dailey: 'Skid' Johnson
- Jack Oakie: Bozo Evans
- June Havoc: Gussie Evans
- Richard Arlen: Harvey Howell
- James Gleason: Lefty Moore

## Premis i nominacions

### Nominacions
- 1949: Oscar al millor actor per Dan Dailey
- 1949: Oscar a la millor banda sonora per Alfred Newman